# 조안 쇼리

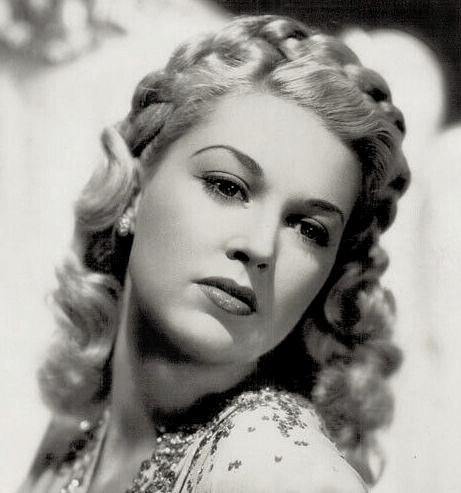

조안 쇼리(Joan Shawlee, 1926년 3월 5일 ~ 1987년 3월 22일)는 미국의 배우, 텔레비전 배우, 영화배우이다.
포리스트힐스에서 태어났으며 할리우드에서 사망하였다. 사인은 암이다.

## 영화
- 버디 버디 (1981년)
- 잘 가요 내 사랑 (1975년)
- 119 구조대 (1972년)
- 윌러드 (1971년)
- 리브 어 리틀, 러브 어 리틀 (1968년)
- 토니 로마 (1967년)
- 와일드 엔젤 (1966년)
- 분홍색 유격대 (1964년)
- 당신에게 오늘 밤을 (1963년)
- 아파트 열쇠를 빌려드립니다 (1960년)
- 뜨거운 것이 좋아 (1959년)
- 조로 (1957년)
- 무기여 잘 있거라 (1957년)
- 우주 정복 (1955년)
- 어바웃 미스터 레슬리 (1954년)
- 카사노바의 빅 나이트 (1954년)
- 프란시스 조인스 더 WACS (1954년)
- 스타 탄생 (1954년)
- 올 어쇼어 (1953년)
- 지상에서 영원으로 (1953년)
- 애보트와 코스텔로- 크리스마스 쇼 (1952년)
- 썸딩 포 더 버즈 (1952년)
- 브로드웨이로 가는 두 장의 티켓 (1951년)
- 아윌 비 유어스 (1947년)
- 러버 컴 백 (1946년)